# Кирххайм-ам-Неккар
Ки́рххайм-ам-Не́ккар (нем. Kirchheim am Neckar) — коммуна в Германии, в земле Баден-Вюртемберг. 
Подчиняется административному округу Штутгарт. Входит в состав района Людвигсбург.  Население составляет 5159 человек (на 31 декабря 2010 года). Занимает площадь 8,53 км².